# MG-17
MG 17 — 7,9-мм германский авиационный пулемёт времён Второй мировой войны. Разработан концерном Рейнметалл в 1936 году на базе швейцарского ручного пулемета MG. 30.

## История
Разработан в 1936 году на базе швейцарского ручного пулемета MG. 30. Изначально MG. 30 имел два варианта боепитания - магазинное и ленточное. Однако на заводе «Рейнметалл» в Дюссельдорфе решили производить два пулемета с различным типом боепитания. MG. 15 с магазинным и MG 17 с ленточным боепитанием соответственно.  С 1936 по 1940 годы оба пулемета являлись основным авиационным вооружением люфтваффе.
MG 17 имел ленточное боепитание и предназначался для стационарной установки в качестве курсового вооружения.  Пулемет оснащался пневматическим зарядным механизмом и электроспуском. Также была добавлена возможность двусторонней подачи ленты с патронами. Высокая скорострельность в 1100 выстр/мин в обеих вариантах пулемета достигалось за счет рациональной конструкции выступов запирающей муфты с криволинейным профилем.
Работа автоматики пулемета MG 17 построена на принципе короткого хода ствола. Запирание канала ствола осуществляется поворотом запирающей муфты. Спусковой механизм позволяет вести только автоматический огонь. Пулемет имеет воздушное охлаждение.
К достоинствам MG 17 можно отнести двустороннее ленточное питание, возможность дистанционной пневматической перезарядки и простоту обслуживания. К недостаткам можно отнести относительную сложность производства. Особенно ударно-спускового механизма.
Уже в 1940 году немецкие ВВС стали брать на вооружение более крупнокалиберные пулемёты и пушки. Большая часть демонтированных пулеметов MG. 15 и MG 17 была передана на хранение в арсеналы. Некоторое количество авиационных пулеметов использовалось в импровизированных зенитных установках. В последние месяцы Великой Отечественной войны нацисты стали вооружать этими пулеметами отряды фольксштурма и даже кадровые части вермахта.

## Применение
- Arado Ar. 64
- Arado Ar. 65
- Arado Ar. 67
- Arado Ar. 68
- Arado Ar. 76
- Arado Ar. 95
- Arado Ar. 96
- Arado Ar. 195
- Arado Ar. 196
- Arado Ar. 240
- Blohm & Voss BV. 141
- Blohm & Voss Ha. 137
- Dornier Do. 17
- Dornier Do. 29
- Dornier Do. 215
- Dornier Do. 217
- Fieseler Fi. 98
- Fieseler Fi. 167
- Focke-Wulf Fw. 56
- Focke-Wulf Fw. 187
- Focke-Wulf Fw. 189
- Focke-Wulf Fw. 190 (от A-1 до A-6)
- Gotha Go. 149
- Heinkel He. 45
- Heinkel He. 51
- Heinkel He. 74
- Heinkel He. 100
- Heinkel He. 111
- Heinkel He. 112
- Heinkel He. 115
- Heinkel He. 118
- Henschel Hs. 122
- Henschel Hs. 123
- Henschel Hs. 126
- Henschel Hs. 129
- Junkers Ju. 87
- Junkers Ju. 88
- Messerschmitt Bf. 109 E, F, G (последняя — G-4, 1942)
- Messerschmitt Bf. 110 (до версии G)
- Messerschmitt Bf. 209
- Messerschmitt Me. 210
- Messerschmitt Bf. 265
- Messerschmitt Me. 310
- Messerschmitt Me. 410
- Savoia-Marchetti SM. 82 LW